# Petrus Ketzmann
Petrus Ketzmann, auch: Peter Kezman (* 4. Dezember 1521 in Nürnberg; † 5. August 1570 in Feuchtwangen) war ein deutscher lutherischer Theologe und Pädagoge.

## Leben
Petrus Ketzmann war ein Neffe des Theologen Johann Ketzmann. Er studierte vermutlich seit 1537 an der Universität Wittenberg. Dort war er ein Schüler von Paul Eber und lernte auch Martin Luther und Philipp Melanchthon kennen. Er erwarb 1538 den akademischen Grad eines Baccalaureus, wechselte 1540 an die Universität Tübingen, war 1541 an der Universität Leipzig. Er kehrte zurück nach Wittenberg, erwarb dort 1544 den akademischen Grad eines Magisters und wurde um 1550 Pastor in Elsterwerda.
Auf Empfehlung Philipp Melanchthons ging er 1552 als Pfarrer nach Augsburg. Dort wurde er jedoch aufgrund konfessioneller Streitigkeiten 1555 seines Amtes enthoben und folgte daher einer Stelle als Pfarrer nach Amberg. Dort dichtete er unter anderem den 91. Psalm „der Jugend in der lateinischen und deutschen Schule zu Ehren“ und ließ ihn im Druck erscheinen. 
Als Kurfürst Friedrich III. von der Pfalz in seinem Regierungsbereich die Lehre der Reformierten Kirche einführte, beteiligte er sich an den konfessionellen Auseinandersetzungen gegen die Reformierten. Dabei setzte er sich vor allem mit Caspar Olevian und Georg Parsimonius auseinander, dessen Interpretation des Abendmahls er ablehnte. Da die Vertreter der Gnesiolutheraner mit den Vertretern der reformierten Kirche keine Übereinkunft erzielen konnten, musste Ketzmann 1567 sein Amt verlassen und ging nach Sulzbach, wechselte von dort nach Feuchtwangen, wo er verstarb.